# 틱스
《틱스》(영어: Ticks)는 미국에서 제작된 토니 랜들 감독의 1993년 공포 비디오 영화이다. 피터 스콜라리, 세스 그린, 로절린드 앨런, 에이미 돌런즈, 앨폰소 리베이로, 클린트 하워드 등이 출연하였고, 브라이언 유즈나가 총괄 제작으로 참여하였다. 한 마약상이 대마 성장 촉진용으로 쓴 스테로이드가 지역 토양을 오염시켜 인근 진드기를 돌연변이로 만들고, 마침 야영을 온 아이들과 캠프 지도자들이 이 살인 진드기들의 희생양이 된다.

## 줄거리
마약 제조업자 자비스는 대마 성장 속도를 단축하려는 목적에서 스테로이드를 쓴다. 지역에 자생하는 진드기들이 이 스테로이드를 주워먹고 변형된다.
소년 타일러는 숲을 향한 두려움을 이겨내고자 도심지 야생 탐사 캠프에 참여해 활동을 시작한다. 그 시각 자비스가 키우는 햄스터가 거대화된 진드기에게 물려 죽는다. 자비스 역시 진드기에게 공격을 받아 바닥에 두었던 곰 포획용 덫을 밟고 쓰러지고, 그 위로 진드기 알이 쏟아진다.
캠프장에 도착한 캠프 일행은 숙소에서 진드기 알을 발견해 터뜨리고, 멀리사의 등에 진드기가 달라붙어 타일러가 떼어낸다. 타일러와 멀리사는 캠프 지도자 찰스에게 이를 보고하지만 무시를 당한다.
곧 패닉의 개 브루터스가 진드기에게 죽자 패닉은 화를 내며 캠프를 떠나고, 타일러는 브루터스 시체를 동물병원에 데려갔다가 그 안에서 거대 진드기를 발견한다. 수의사는 때때로 진드기는 숙주가 깨물릴 때 이를 감지하지 못하도록 감각을 둔하게 만들고 심한 경우 환각을 불러일으키기도 하는데 그게 이 개에게 일어났던 일 같다고 추정한다. 혼자 돌아다니던 패닉도 진드기에게 공격당해 진드기가 몸속을 파고들고, 낚시를 갔던 일부는 파커 보안관 시체를 발견하고 소스라치게 놀란다.
우연히 자비스의 거처에 들어간 디디는 스스로 양다리를 자르고도 진드기가 여전히 몸속을 돌아다니고 있는 자비스에게 덮쳐진다. 디디는 자비스의 얼굴이 터지면서 튀어나온 진드기에게 물리지만, 타일러가 진드기를 죽인다.
내내 캠프 일행을 괴롭혀온 또 다른 대마 농장 운영자 서와 제리는 패닉을 쏘던 중 프로페인 가스 탱크를 터뜨려 산불이 나고 만다. 모두 산불을 피해 캠프 오두막에 모이면서 서와 제리도 안에 들이는데, 나중에 패닉이 도착하여 서가 자신을 쐈다고 말한 뒤 사망한다.
서가 찰스를 쏘고, 제리는 서 명령에 따라 캠프 승합차를 탈취하려고 하다가 진드기에게 뒷목을 깨물려 환각 상태로 오두막에 차를 박는다. 그 바람에 오두막 앞에 나와있던 서가 부상을 입고 쓰러지고, 부서진 오두막 틈으로 진드기들이 들어온다. 총을 쏘며 대항하는 와중에 패닉의 시체에서 마치 고치를 깨고 부화하는 것처럼 지금까지 보지 못했던 인간 크기 진드기가 나타나 서에게 달려든다. 타일러는 비에 불을 붙여 진드기들을 쫓아내고, 불이 프로페인 가스통에 옮겨붙으면서 오두막 근처 진드기들도 다 태워버린다.
그러나 폐품 하치장에 버려진 캠프 승합차에서 진드기 알이 떨어져 꿈틀거리며 아직 끝이 아님을 예고한다.

## 출연
- 피터 스콜라리 - 찰스 댄슨 역
- 로절린드 앨런 - 홀리 램버트 역
- 에이미 돌런즈 - 디디 대븐포트 역
- 세스 그린 - 타일러 번스 역
- 클린트 하워드 - 자비스 태너 역
- 랜스 하워드 - 파커 보안관 역
- 앨폰소 리베이로 - 대럴 "패닉" 럼리 역
- 배리 린치 - 서 역
- 마이클 메데이로스 - 제리 역
- 주디 진 번스 - 케이트 의사 역
- 버지니아 킨 - 멀리사 댄슨 역
- 티머시 랜드필드 - 번스 씨 역
- 레이 오리얼 - 롬 허낸데즈 역
- 제시카 D. 스톤 - 어린 타일러 번스 역

## 기타 제작진
- 라인 제작: 게리 슈몰러
- 총괄 제작: 브라이언 유즈나
- 미술: 앤서니 트롬블레이